# Langbroekdreef
De Langbroekdreef is een dreef in de subwijk Nellestein in de wijk Gaasperdam in Amsterdam-Zuidoost. De dreef is grotendeels hooggelegen conform de uitgangspunten van het stedenbouwkundig plan voor de destijds nog als Zuid Bijlmer benoemde uitbreiding. Sinds de komst van de Gaasperdammertunnel ligt het noordelijk gedeelte vrijwel op gelijke hoogte met het dak van de tunnel. Het westelijke gedeelte maakt als gewone stadsweg deel uit van de doorgaande route S112 samen met de Meerkerkdreef, Holendrechtdreef en Meibergdreef.
Het eerste gedeelte, afgezien van de tijdelijke ontsluiting voor de bewoners van de wijk Nellestein tussen 1977 en 1982, voor snelverkeer werd geopend op 8 februari 1982. Oorspronkelijk begon de dreef bij het metrostation Gaasperplas liep parallel met de Gaasperdammerweg tot de Gooiseweg. Hier gaat de dreef met een bocht naar links en daarna met een flauwe bocht naar rechts waar de dreef bij de rontonde bij de Valburgdreef overgaat in de Meerkerkdreef.
Aan de dreef staat aan de zuidzijde de hoogbouw van de wijk Nellestein die echter een adres hebben aan het Lexmondhof, Leusdenhof en Leerdamhof maar de parkeergarages hebben een aansluiting op de dreef. Aan de noordzijde bij de Gooiseweg staat sinds 2016 op huisnummer 10 brandweerkazerne "Anton". Het westelijk gedeelte loopt door het Gaasperpark langs de jachthaven en kent geen bebouwing.   
Bij de bouw van de Gaasperdammertunnel werd de aansluiting op de Loosdrechtdreef en Kromwijkdreef gewijzigd. De Langbroekdreef werd oostwaarts doorgetrokken en verving een klein deel van de Loosdrechtdreef. De Kromwijkdreef werd met een bocht oostwaarts aangesloten op de nieuwe kruising.   
Bus 47 rijdt over de dreef waarbij de haltes met trappen met het maaiveld zijn verbonden. Sinds 15 december 2024 rijdt ook R-net buslijn 360 over de dreef met een halte nabij metrostation Gaasperplas.  
De dreef is bij een raadsbesluit van 25 juni 1975 vernoemd naar de plaats Langbroek in Utrecht. Amsterdam kent ook een Langbroekpad, een voet- en fietspad dat vanaf de dreef richting de Gaasperplas gaat, maar uiteindelijk doodloopt. 

## Kunst
Aan het eind van de dreef bij de rotonde waar deze overgaat in de Meerkerkdreef bevindt zich een kunstwerk:
- Zonnebaken van Piet Slegers[3]